# 大香葉樹
大香葉樹（学名：Lindera megaphylla），也叫黑壳楠，为樟科釣樟屬下的一个种。

## 特征
黑壳楠为常绿乔木，叶互生，呈革质，倒披针状矩圆形至倒卵状矩圆形，上面深绿色，有光泽，下面带绿苍白色，具羽状脉。其花蕊雌雄异株，伞形花序腋生，花序有9-16朵花。果实呈椭圆形至卵形，种子为椭圆状卵形。主要生长在山地阔叶林中、石灰岩山地，分布于中国的西北及长江以南各地。因为其叶和果皮含芳香油，可供制肥皂原料。
其根部、枝干、叶均含有右旋荷苞牡丹碱。枝干、叶含有去甲荷包牡丹碱、右旋木兰箭毒碱等。叶片含有黑壳楠碱（英語：lindoldhamine）。其成分有镇痛镇静作用。